# Dèmon
Un dèmon (en grec antic δαίμων -ονος daímōn) és un ésser supernatural o diví que apareix a la mitologia i la religió grega. La seva descripció varia segons el context en què apareix. Per Homer, en general prenia el significat d'una divinitat indeterminada; quan s'aplicava a la vida de l'home, equivalia a la fortuna, la sort, un geni protector, el destí o la fatalitat. Segons Hesíode, els homes de l'edat d'or es van convertir en dèmons que protegien els mortals per voluntat de Zeus. Els pitagòrics distingien entre déus, dèmons, herois i humans, i més endavant, Plató va definir els dèmons a El convit com a intermediaris entre mortals i immortals, que havia de transmetre els assumptes humans als déus i els assumptes divins als humans. Dins d'aquesta concepció platònica, les principals funcions dels dèmons eren actuar com a guies dels homes durant les seves vides i conduir-los fins l'Hades en morir.